# Semiothisa contrasta
Semiothisa contrasta är en fjärilsart som beskrevs av Barend J. Lempke 1952. Semiothisa contrasta ingår i släktet Semiothisa och familjen mätare. Inga underarter finns listade i Catalogue of Life.